# Diócesis de Jamshedpur
La diócesis de Jamshedpur (en latín: Dioecesis Iamshedpurensis y en inglés: Roman Catholic Diocese of Jamshedpur) es una circunscripción eclesiástica de la Iglesia católica en India. Se trata de una diócesis latina, sufragánea de la arquidiócesis de Ranchi. Desde el 1 de noviembre de 2021 su obispo es Telesphore Bilung, de la Sociedad del Verbo Divino.

## Territorio y organización
La diócesis tiene 21 003 km² y extiende su jurisdicción sobre los fieles católicos de rito latino residentes en el estado de Jharkhand en los distritos de: Singhbhum Oriental, Singhbhum Occidental (excepto la parroquia de Bandgaon), Seraikela Kharsawan, Dhanbad y parte del distrito de Bokaro. En estado de Bengala Occidental comprende el distrito de Purulia.
La sede de la diócesis se encuentra en la ciudad de Jamshedpur, en donde se halla la Catedral de San José. 
En 2021 en la diócesis existían 38 parroquias.

## Historia
La diócesis fue erigida el 2 de julio de 1962 con la bula Sicut bona mater del papa Juan XXIII, obteniendo el territorio de las arquidiócesis de Calcuta y Ranchi.

## Estadísticas
Según el Anuario Pontificio 2022 la diócesis tenía a fines de 2021 un total de 71 320 fieles bautizados.
| Año                                                                             | Población            | Población  | Población      | Sacerdotes | Sacerdotes    | Sacerdotes    | Bautizados por sacerdote | Diáconos permanentes | Religiosos | Religiosos | Parroquias |
| Año                                                                             | Bautizados católicos | Total      | % de católicos | Total      | Clero secular | Clero regular | Bautizados por sacerdote | Diáconos permanentes | Varones    | Mujeres    | Parroquias |
| ------------------------------------------------------------------------------- | -------------------- | ---------- | -------------- | ---------- | ------------- | ------------- | ------------------------ | -------------------- | ---------- | ---------- | ---------- |
| 1969                                                                            | 17 275               | 5 550 000  | 0.3            | 37         | 4             | 33            | 466                      |                      | 39         | 99         | 7          |
| 1980                                                                            | 31 771               | 6 424 000  | 0.5            | 66         | 17            | 49            | 481                      |                      | 84         | 173        | 15         |
| 1990                                                                            | 43 200               | 6 346 500  | 0.7            | 90         | 39            | 51            | 480                      |                      | 108        | 354        | 25         |
| 1999                                                                            | 58 000               | 9 000 500  | 0.6            | 117        | 53            | 64            | 495                      |                      | 83         | 201        | 27         |
| 2000                                                                            | 55 250               | 11 683 629 | 0.5            | 123        | 56            | 67            | 449                      |                      | 86         | 318        | 28         |
| 2001                                                                            | 60 000               | 9 200 000  | 0.7            | 146        | 59            | 87            | 410                      |                      | 122        | 318        | 29         |
| 2002                                                                            | 60 000               | 9 200 000  | 0.7            | 140        | 58            | 82            | 428                      |                      | 112        | 252        | 30         |
| 2003                                                                            | 60 000               | 9 200 000  | 0.7            | 137        | 56            | 81            | 437                      |                      | 109        | 256        | 31         |
| 2004                                                                            | 60 000               | 9 200 000  | 0.7            | 138        | 57            | 81            | 434                      |                      | 151        | 255        | 31         |
| 2006                                                                            | 61 616               | 9 202 000  | 0.7            | 134        | 56            | 78            | 459                      |                      | 111        | 254        | 31         |
| 2013                                                                            | 67 828               | 10 052 000 | 0.7            | 170        | 56            | 114           | 398                      |                      | 154        | 316        | 34         |
| 2016                                                                            | 69 210               | 10 101 542 | 0.7            | 186        | 68            | 118           | 372                      |                      | 157        | 328        | 37         |
| 2019                                                                            | 70 121               | 11 202 560 | 0.6            | 187        | 66            | 121           | 374                      |                      | 153        | 326        | 38         |
| 2021                                                                            | 71 320               | 11 209 866 | 0.6            | 196        | 67            | 129           | 363                      |                      | 159        | 324        | 38         |
| Fuente: Catholic-Hierarchy, que a su vez toma los datos del Anuario Pontificio. |                      |            |                |            |               |               |                          |                      |            |            |            |

## Episcopologio
- Lawrence Trevor Picachy, S.I. † (2 de julio de 1962-29 de mayo de 1969 nombrado arzobispo de Calcuta)
- Joseph Robert Rodericks, S.I. † (25 de junio de 1970-9 de enero de 1996 renunció)
- Felix Toppo, S.I. (14 de junio de 1997-24 de junio de 2018 nombrado arzobispo de Ranchi)
  - Sede vacante (2018-2021)
- Telesphore Bilung, S.V.D., desde el 1 de noviembre de 2021[nota 1]